# Список беспозвоночных, занесённых в Красную книгу Кировской области
Список беспозвоночных, занесённых в Красную книгу Кировской области включает 60 видов, занесённых в Красную книгу Кировской области, относящихся к типам моллюски (7 видов) и членистоногие (53 видов).
После названия вида римскими цифрами указана категория охраны
- I — вид находящийся под угрозой исчезновения
- II — редкий в недавнем прошлом вид, численность которого быстро сокращается
- III — редкий малочисленный вид
- IV — вид, статус редкости которого не установлен ввиду недостатка сведений
- V — восстановленный вид, выходящий из-под угрозы исчезновения

## Распределение видов по категориям охраны
Наибольшее число видов беспозвоночных Красной книги Кировской области включены в III категорию охраны (44 вида). К I категории относятся 4 видов, к II категории — 12 видов.

## Тип Моллюски — Mollusca

### Класс Брюхоногие — Gastropoda

#### Отряд Прудовиковые — Lymnaeiformes
- Семейство Прудовиковые — Lymnaeidae
  - Прудовик карельский — Lymnaea carelica Kruglov et Starobogatov, 1983 — III

#### Отряд Геофилы — Geophila
- Семейство Эниды — Enidae
  - Эна горная — Ena montana (Draparnaud, 1801) — III
- Семейство Клаузилииды — Clausiliidae
  - Булгарика кана — Bulgarica саnа O. Boettger, 1877 — III
  - Кохлодина лямината — Cochlodina laminata (Montagu, 1803) — III
  - Клаузилия карликовая — Clausilia pumila sejuncta Westerlund, 1871 — III
- Семейство Лимацидиды — Limacidae
  - Слизень чёрный — Limax cinereoniger Wolf, 1803 — III
- Семейство Вертигиниды — Vertiginidae
  - Вертиго крохотная — Vertigo pusilla (Müller, 1774) — III

## Тип Членистоногие — Arthropoda

### Класс Паукообразные — Arachnida

#### Отряд Пауки — Aranei
- Семейство Пауки-волки — Lycosidae
  - Тарантул южнорусский — Allohogna singoriensis (Laxmann, 1770) — III

### Класс Насекомые — Insecta

#### Отряд Стрекозы — Odonata
- Семейство Коромысла — Aeschnidae
  - Дозорщик-император — Anax imperator Leach, 1815 — II

#### Отряд Прямокрылые — Orthoptera
- Семейство Кузнечиковые — Tettigoniidae
  - Пилохвост восточный — Poecilimon intermedius Fieber, 1853 — III
- Семейство Саранчовые — Acrididae
  - Трещотка бугорчатая (ширококрылая) — Bryodema tuberculatum Fabricius, 1775 — III

#### Отряд Равнокрылые — Homoptera
- Семейство Певчие цикады — Cicadidae
  - Цикада горная — Cicadetta montana (Scopoli, 1772) — III

#### Отряд Жесткокрылые, или Жуки — Coleoptera
- Семейство Жужелицы — Carabidae
  - Красотел бронзовый — Calosoma inquisitor (Linnaeus, 1758) — I
  - Жужелица Менетрие — Carabus menetriesi Faldermann, 1827 — III
  - Жужелица фиолетовая — Carabus violaceus (Linnaeus, 1758) — I
  - Жужелица Хеннинга — Carabus henningi Ficher von Waldheim, 1817 — III
  - Каллистус лунный — Callistus lunatus (Fabricius, 1775) — III
  - Бомбардир Криницкого —Brachinus krynickiis Hardlička, 2003 — III
- Семейство Плавунцы — Dytiscidae
  - Плавунец родниковый — Oreodytes sanmarkii (Sahlberg, 1826) — III
- Семейство Рогачи — Lucanidae
  - Жук-олень — Lucanus cervus (Linnaeus, 1758) — I
- Семейство Пластинчатоусые — Scarabaeidae
  - Восковик-отшельник — Osmoderma barnabita Motschulsky, 1845 — I
  - Бронзовка мраморная — Protaetia marmorata (Fabricius, 1792) — III
  - Бронзовка сомнительная — Protaetia fieberi (Kraatz, 1880) — III
  - Бронзовка гладкая — Protaetia aeruginosa (Drury, 1770)  — II
  - Хрущ мраморный — Polyphylla fullo (Linnaeus, 1758) — III
- Семейство Усачи — Cerambycidae
  - Усач-дубильщик — Tragosoma depsarium (Linnaeus, 1767) — II
  - Дровосек-кожевник — Prionus coriarius (Linnaeus, 1758) — III
  - Лептура красногрудая — Macroleptura thoracica Creutzer, 1799 — III
  - Пахита еловая — Pachyta lamed (Linnaeus, 1758) — III
  - Аллостерна венгерская — Alosterna ingrica (Baechmann, 1902) — II
  - Усач краснокрыл средиземноморский — Purpuricenus globicollis Mulsant, 1839 — II
  - Усач тонконогий — Rhaphuma gracilipes (Faldermann, 1835) — III
  - Толстяк ивовый — Lamia textor (Linnaeus, 1758)— III
  - Усач дубовый желтополосый — Plagionotus arcuatus (Linnaeus, 1758) — III
  - Усач дубовый пестрый — Plagionotus detritus (Linnaeus, 1758) — III
  - Усачик изумрудный — Acmeops smaragdulus (Fabricius, 1792) — III
- Семейство Щелкуны — Elateridae
  - Щелкун краснокрылый — Elater ferrugineus Linnaeus, 1758 — II

#### Отряд Перепончатокрылые — Hymenoptera
- Семейство Оруссиды — Orussidae
  - Oруссус паразитический — Orussus abietinus (Scopoli, 1763) — III
- Семейство Крупнозубые пчелы — Megachilidae
  - Пчела-шерстобит семишипая — Anthidium septemspinosum Lepeletier, 1841 — III
  - Пчела-шерстобит длиннорукавый — Anthidium manicatum Linnaeus, 1758 — III
  - Мегахила шмелевидная — Megachile bombycina Radoszkowski, 1871 — III
- Семейство Настоящие пчелы — Apidae
  - Аммобатоидес брюшистый — Ammobatoides abdominalis Eversmann, 1852 — II
  - Пчела-плотник — Xylocopa valga Gerstaecker, 1872 — III
  - Шмель модестус (скромный) — Bombus modestus Eversmann, 1852 — III
  - Шмель плодовый — Bombus pomorum Panzer, 1805 — III
  - Шмель пластинчатозубый — Bombus serrisquama F. Morawitz, 1888 — III
  - Шмель спорадичный —Bombus sporadicus Nylander, 1848 — II

#### Отряд Чешуекрылые, или Бабочки — Lepidoptera
- Семейство Парусники — Papilionidae
  - Аполлон — Parnassius apollo (Linnaeus, 1758) — II
  - Мнемозина — Parnassius mnemosyne (Linnaeus, 1758) — III
- Семейство Голубянки — Lycaenidae
  - Голубянка Орион — Scoliantides orion (Pallas, 1771)  — II
- Семейство Павлиноглазки —Saturniidae
  - Павлиноглазка малая — Eudia pavonia (Linnaeus, 1758) — III
- Семейство Бражники — Sphingidae
  - Прозерпина — Proserpinus proserpina (Pallas, 1772) — III
- Семейство Ночницы — Noctuidae
  - Орденская лента малиновая — Catocala sponsa (Linnaeus, 1767) — III
  - Орденская лента малая красная — Catocala promissa Esper, 1779 — III

#### Отряд Двукрылые — Diptera
- Семейство Журчалки — Syrphidae
  - Фердинандея медная — Ferdinandea cuprea (Scopoli, 1763) — III
  - Цериана конопсовидная — Ceriana conopsoides (Linnaeus, 1758) — III
  - Маллота трехцветная — Mallota tricolor Loew, 1871 — III
  - Маллота мегилиформис — Mallota megilliformis (Fallén, 1817) — II
  - Шершневидка большая — Spilomia maxima Sack, 1910 — II
  - Сфекомия осовидная — Sphecomyia vespiformis (Gorski, 1852) — III